# Tridactyle virgula
Tridactyle virgula är en orkidéart som först beskrevs av Friedrich Fritz Wilhelm Ludwig Kraenzlin, och fick sitt nu gällande namn av Rudolf Schlechter. Tridactyle virgula ingår i släktet Tridactyle och familjen orkidéer. Inga underarter finns listade i Catalogue of Life.